# Trần Sùng Dĩnh
Trần Sùng Dĩnh (chữ Hán: 陳崇穎, 1465–?) là một Trạng nguyên của Việt Nam. Ông là người làng Đồng Khê, huyện Thanh Lâm, phủ Thượng Hồng (nay là thôn Đồng Khê, xã An Lâm, huyện Nam Sách, tỉnh Hải Dương). Ông đỗ Trạng nguyên khoa Đinh Mùi niên hiệu Hồng Đức thứ 18 (1487), đời Lê Thánh Tông. Làm quan Đô ngự sử Thập nhị Kinh diên, rồi được thăng lên Hộ bộ hữu thị lang và Hộ bộ Thượng thư vào tháng 12 năm 1514 dưới thời vua Lê Tương Dực. Sau khi mất, ông được phong làm Phúc thần và được thờ phụng ở quê nhà.